# Petruro Irpino
Petruro Irpino ist eine italienische Gemeinde mit 295 Einwohnern (Stand 31. Dezember 2023) in der Provinz Avellino in der Region Kampanien. Sie gehört zu den fünf Gemeinden mit der geringsten Bevölkerung in Kampanien.

## Geografie
Die Nachbargemeinden sind Altavilla Irpina, Chianche, San Nicola Manfredi (BN), Torrioni und Tufo.

## Infrastruktur

### Straße
- Autobahnausfahrt Avellino-ovest A16 Neapel–Canosa
- Via Appia
- Staatsstraße Salerno–Morcone

### Bahn
- Der nächste Bahnhof ist in Altavilla Irpina an der Bahnstrecke Salerno–Avellino–Benevento zu finden.

### Flug
- Flughafen Neapel